# Saint-Martin-du-Boschet
Saint-Martin-du-Boschet település Franciaországban, Seine-et-Marne megyében. Lakosainak száma 264 fő (2022. január 1.). Saint-Martin-du-Boschet Courgivaux, Neuvy, Réveillon, Villeneuve-la-Lionne, La Chapelle-Moutils, Montceaux-lès-Provins és Sancy-lès-Provins községekkel határos.

## Népesség
A település népessége az elmúlt években az alábbi módon változott:
| Lakosok száma | 290  | 296  | 287  | 282  | 278  | 274  | 270  | 264  |
|               | 2013 | 2015 | 2017 | 2018 | 2019 | 2020 | 2021 | 2022 |